# مبنای آمریکای شمالی
مبنای آمریکای شمالی (North American Datum) یا به اختصار NAD، یک مبنای ژئودتیک افقی است که در حال حاضر برای تعریف شبکه ژئودزی در آمریکای شمالی استفاده می‌شود و توصیفی رسمی از شکل زمین همراه با بک نقطه مبنا است. در نقشه‌برداری، نقشه نگاری و برنامه‌ریزی زمین، دو سیستم مختصات آمریکای شمالی در حال استفاده هستند: سیستم مختصات آمریکای شمالی ۱۹۲۷ (NAD ۲۷) و سیستم مختصات آمریکای شمالی ۱۹۸۳ (NAD ۸۳). هر دو، سیستم‌های مرجع ژئودزی هستند که تفاوت‌های جزئی در فرضیات و اندازه‌گیری‌ها دارند.

## اولین مبنای آمریکای شمالی
در سال ۱۹۰۱، سازمان ژئودزی و سواحل ایالات متحده، یک سیستم مختصات افقی ملی به نام سیستم مختصات استاندارد ایالات متحده را بر اساس بیضوی کلارک ۱۸۶۶ به تصویب رساند. این داده‌ها قبلاً برای سیستم مختصات‌های منطقه ای جمع‌آوری شده بود، که از آن زمان همپوشانی آغاز شد. در سال ۱۹۱۳، کانادا و مکزیک این سیستم مختصات را پذیرفتند، بنابراین به سیستم مختصات آمریکای شمالی تغییر نام داد.

## مبنای آمریکای شمالی ۱۹۲۷
همان‌طور که داده‌های بیشتر جمع‌آوری می‌شد، اختلافات ظاهر شد، بنابراین سیستم مختصات در سال ۱۹۲۷، با استفاده از همان بیضوی و مبدأ، مورد تجدید نظر قرار گرفت و دوباره محاسبه شد.

## مبنای آمریکای شمالی ۱۹۸۳
از آنجایی که زمین یک بیضوی کامل نیست، بیضوی ای که بهترین شکل زمین را تقریب می‌زند، منطقه به منطقه، در سراسر جهان متفاوت است. کلارک ۱۸۶۶ و سیستم مختصات آمریکای شمالی در سال ۱۹۲۷ به عنوان مرجع برای آمریکای شمالی مورد بررسی قرار گرفتند. به همین ترتیب، از لحاظ تاریخی، اکثر مناطق جهان از بیضوی‌های اندازه‌گیری شده محلی برای بهترین تقریب شکل زمین در مکانهای مرتبط با خود استفاده کنند. در حالی که اطمینان از بیشترین دقت محلی، باعث یکپارچه سازی و انتشار اطلاعات در سراسر مناطق مشکل دار می‌شود.